# ديرموت تروي
ديرموت تروي (بالإنجليزية: Dermot Troy)‏ هو مغني أوبرا أيرلندي، ولد في 31 يوليو 1927، وتوفي في 6 سبتمبر 1962.